# Tetsuya Honda
Tetsuya Honda (誉田哲也, Honda Tetsuya), né à Tokyo le 18 août 1969, est un auteur de polars et de thrillers japonais.
Il est l'un des romanciers les plus populaires du Japon[réf. nécessaire]. Diplômé du département d'économie de l'université Gakushūin, membre de Mystery Writers of Japan, il a remporté de nombreux prix prestigieux. Plusieurs des romans mettant en scène Reiko Himekawa, jeune lieutenante de la police métropolitaine de Tokyo, ont été traduits en français, anglais, allemand, italien, polonais, chinois, thaïlandais et vietnamien. 

## Biographie
Enfant, Honda rêve de devenir mangaka, mais au collège, il se passionne pour la musique. À 15 ans, il rejoint un groupe de rock et, une fois diplômé de l'université, tente de devenir musicien professionnel tout en travaillant pour l'entreprise de son père.
À 30 ans, il assiste aux débuts de la chanteuse et compositrice Ringo Shiina et comprend qu'il ne sera jamais musicien professionnel. Il devient alors journaliste pour un site consacré aux arts martiaux et se spécialise dans la lutte Pancrase (version japonaise du MMA). À la même l'époque, il commence à écrire de la fiction. Honda apprécie particulièrement la science-fiction (notamment les romans de Shinichi Hoshi) et les romans d'horreur ou mêlant ce genre à la SF (Ring de Kōji Suzuki, Parasite Eve de Hideaki Sena ou Devilman de Gō Nagai.). Il démarre sa carrière par des romans d'horreur. Strawberry Night, son premier polar, est publié en 2007 et inaugure la série consacrée à Reiko Himekawa. Ce roman est remarqué pour ses descriptions méticuleuses des rapports au sein de la police.
Tetsuya Honda est aussi l'un des premiers auteurs japonais à donner le premier rôle à une héroïne. Il a ainsi influencé une génération d’auteurs et de réalisateurs. Il est également scénariste de manga. 

## Ouvrages
- 2007 : Kokkyō jihen, Border Incident (国境事変)
- 2009 : Hang (ハング), 2009
- 2010 : Kabukichō Seven (歌舞伎町セブン)
- 2014 : Kabukichō Damned (歌舞伎町ダムド)
- 2019 : Kabukichō Genome (歌舞伎町ゲノム)

Série Natsumi Kashiwagi
- 2005 : Shuppū girl (疾風ガール), (La Fille de la tempête)
- 2009  : Girl meets girl (ガール・ミーツ・ガール)

Trilogie de Jiu
- 2005 : Jiu I: Keishichō tokushu hanzai sōsagakari (ジウI 警視庁特殊犯捜査係)
- 2006 : Jiu II: Keishichō tokushu kyūshū butai (ジウII 警視庁特殊急襲部隊)
- 2006 : Jiu III: Shin sekai chitsujo (ジウIII 新世界秩序)

Série Reiko Himekawa
- 2006 : Strawberry Night (ストロベリーナイト), (Rouge est la nuit, Atelier Akatombo, 2019)
- 2007 : Soul Cage (ソウルケイジ), (Cruel est le ciel, Atelier Akatombo, 2020)
- 2008 : Symmetry
- 2009 : Invisible Rain (インビジブルレイン), (Invisible est la pluie, Atelier Akatombo, 2021)[1]
- 2011 : Kansen yūgi (感染遊戯)
- 2012 : Blue Murder (ブルーマーダー)
- 2014 : Index (インデックス)
- 2017 : No man's land (ノーマンズラン)

Série Bushidō
- 2007 : Bushidō Sixteen (武士道シックスティーン)
- 2008 : Bushidō Seventeen (武士道セブンティーン)
- 2009 : Bushidō Eighteen (武士道エイティーン )
- 2015 : Bushidō Generation (武士道ジェネレーション)

## Adaptations cinématographique et télévisée
Cinéma
- 2010 : Bushido Sixteen (武士道シックスティーン)
- 2013 : Strawberry Night (ストロベリーナイト)
- 2018 : Masuyama chōnōryokushi jimucho ( 増山超能力師事務所)
- 2018 : Sekai de ichiban nagai shashin (世界でいちばん長い写真)

Séries télévisées
- Fuji TV
  - 2010 : Strawberry Night (ストロベリーナイト)
  - 2012 : Drama Legend Strawberry Night (ドラマレジェンド ストロベリーナイト)
  - 2012 : Strawberry Night, (11 épisodes)
  - 2012 : Dolce (ドルチェ)
  - 2013 : Strawberry Midnight (ストロベリーミッドナイト)
  - 2013 : Strawberry Night After The Invisible Rain (ストロベリーナイト アフター・ザ・インビジブルレイン), (5 épisodes)
  - 2013 : Dolce 2 (強行犯係・魚住久江 ドルチェ2)
  - 2019 : Strawberry Night Saga (ストロベリーナイト・サーガ), (11 épisodes)
- Asahi TV :
  - 2011 : Jiu (ジウ 警視庁特殊犯捜査係), (9 épisodes)
- Nippon TV :
  - 2017 : Masuyama chōnōryokushi jimucho (増山超能力師事務所), (12 épisodes)
- Wowow TV :
  - 2012 : Hitori shizuka (ヒトリシズカ) (6 épisodes)
  - 2017 : Plage (プラージュ 〜訳ありばかりのシェアハウス〜), (5 épisodes)

## Prix
- 2002 : Dark Side Angel Kurenai Rin (tome Ayakashi no hana), pour le Mutenki Novel Taisho (Grand prix du roman Mutenki)
- 2003 : Access, Grand prix spécial de l'horreur et du suspense
- 2007 : Strawberry Night, sélectionné pour le 9e Prix Haruiko Ōyabu
- 2009 : Bushido Seventeen, sélection finale pour le Prix Jōji Tsubota Bunkagu
- 2012 : Anata ga aishita kioku, sélection finale du Prix Fūtarō Yamada
- 2014 : Kemono no shiro, sélectionné pour le Prix Fūtarō Yamada